# 台灣鐽震
台灣鐽震股份有限公司，簡稱「鐽震」，為中華民國陳水扁政府於2008年政黨輪替前秘密成立的一家公司，總部設於台北101的46樓，主要經營軍火相關買賣，實收資本額8,000萬元（新台幣，以下皆同）中，中國鋼鐵子公司中鋼機械投資5,000萬元，中華電信子公司中華系統整合投資3,000萬元。國防部預定出資45%，約新台幣4.5億元。
鐽震被台灣媒體揭發後，國防部部長李天羽於2008年2月23日發表聲明表示因此案奉令成立未能落實執行宣佈請辭，並於同日獲准。行政院在同日宣佈由蔡明憲接任國防部長。同日晚間，鐽震董事長吳乃仁宣佈鐽震解散。
2008年2月29日下午，鐽震召開董事會討論公司解散事宜，預訂2008年3月13日解散。在經濟部商業司「公司登記資料查詢」網頁中，鐽震的營業登記資料顯示，鐽震於2008年4月7日正式解散。
2009年監察院提出糾正案，認為相關作為破壞軍政、軍令和軍備專業分工職能，規劃投資股權比率也和相關規範不合。

## 利弊分析
正面：
- 有助於建立國防產業的形成。
- 可以升級法系武器。

負面：
- 於政黨輪替前夕秘密成立，有意圖私下與法方簽訂合約，牽制下屆政府執行繼續追討軍購款。
- 以民間公司處理政府軍購，規避政府監督機制，有可能遭到有心人士把持，有圖利特定人士之嫌。
- 無法淘汰法系武器，非美系武器的友軍誤擊機率較高。

## 名稱來由
「鐽震」名稱是由國防部軍備局科技產業處提出，經國防部長李天羽定名，最後由總統府核定。

## 各方反應
- 民主進步黨：支持，但有雜音。[6][7]
- 中國國民黨：反對，避免鐽震成為民進黨的「白手套」。[8]
- 2016年3月，前民進黨中央黨部公共政策研究中心幹事蔡百銓引述資料譴責，邱義仁等人想要成立軍火公司賺錢，由於台灣向美國購買軍火的管道已被藍營人士掌握，邱義仁計畫改向法國購買；為了達到這個目的，邱義仁破壞台美關係，利用美國在台協會主席夏馨鬥爭支持藍營的美國在台協會台北辦事處處長包道格，種下2008年扁家洗錢案爆發的種子。[9][10][11]

## 破局後續
過去台灣向法國購買武器時發生重大弊案，其中包含法國違反條約收取高額佣金，法國在訴訟期間欲與台灣和解；故民進黨主政的陳水扁政府成立鐽震公司，準備以法國退還的佣金購買法國武器（傳聞中為勒克萊爾坦克、陣風戰鬥機與可由拉法葉級巡防艦搭載的阿斯特飛彈）。
鐽震的曝光阻止了法國政府私下和解之可能，而後由國民黨主政的馬英九政府堅持訴訟而不願意以退佣購買武器，最終法國方面在2011年7月12日償還8.75億美元給中華民國政府。然而當初的佣金乃出自國防經費，償還金額則並未直接列入國防經費。

## 鐽震案
吳乃仁遭台北市政府以違反《公司法》公司未收股本不實登記規定，移送台北地檢署偵辦。台北地檢署主任檢察官莊俊仁偵結，鐽震公司業已收足首期股款新台幣8千萬元，並未違反《公司法》規定，因此對吳乃仁予以不起訴處分。

## 鐽震案報告洩密案
在偵辦安亞專案機密款案件時，特偵組搜查邱義仁住處發現鐽震案報告文件。當時邱義仁回簽是在2008年5月6日卸任之後，由國防部長蔡明憲在住處交付。2014年8月，依違反《國家機密保護法》，高檢署認定蔡明憲把國防部的軍事機密文件交給已卸任的邱義仁，起訴蔡明憲與邱義仁。蔡明憲在法庭上聲稱，在邱義仁卸任之前鐽震案報告就已經提出，依規定提交給行政院正、副院長以及立法院長，邱義仁當時仍擔任行政院副院長，並非在卸任後才交付。2015年8月，高等法院法官認為邱義仁當時記錯了，判決兩人無罪。高檢署上訴後，最高法院駁回上訴，無罪定讞。